# Granges-les-Beaumont
Granges-les-Beaumont ist eine französische Gemeinde mit 904 Einwohnern (Stand: 1. Januar 2022) im Département Drôme in der Region Auvergne-Rhône-Alpes. Sie gehört zum Arrondissement Valence und zum Kanton Tain-l’Hermitage. Die Einwohner werden Grangeois genannt.

## Geographie
Granges-les-Beaumont liegt etwa 14 Kilometer nordnordöstlich von Valence am Fluss Isère, in den hier die Flüsse Chalon und Herbasse, der auch die westliche Gemeindegrenze bildet, einmünden. Umgeben wird Granges-les-Beaumont von den Nachbargemeinden Clérieux im Norden und Nordwesten, Saint-Bardoux im Norden, Romans-sur-Isère im Osten, Châteauneuf-sur-Isère im Süden sowie Beaumont-Monteux im Westen.

## Bevölkerungsentwicklung
| Jahr                       | 1962 | 1968 | 1975 | 1982 | 1990 | 1999 | 2006 | 2018 |
| -------------------------- | ---- | ---- | ---- | ---- | ---- | ---- | ---- | ---- |
| Einwohner                  | 287  | 296  | 288  | 493  | 791  | 948  | 951  | 918  |
| Quellen: Cassini und INSEE |      |      |      |      |      |      |      |      |